# کاپینگ قهوه
کاپینگ قهوه یا چشیدن قهوه؛ روشی برای مشاهده طعم و مزه قهوه‌های دم کرده‌است. این یک عمل حرفه‌ای است اما می‌تواند توسط هر کسی یا توسط متخصصانی که به عنوان "G Graders" شناخته می‌شوند، به صورت غیررسمی انجام شود. یک روش استاندارد کاپینگ قهوه شامل تست طعم عمیق قهوه، سپس قهوه را با صدای بلند خلط می‌کنند، تا به پشت زبان گسترش یابد. تلاش قهوه چشنده برای اندازه‌گیری جنبه از طعم و مزه قهوه را به‌طور خاص بدن (بافت یا طعم دهانی، مانند چربی)، شیرینی، اسیدیته (احساس تیز و تند)، مانند وقتی که گاز گرفتن را به یک پرتقال عطر و طعم (شخصیت‌های درون جام) و مزه. از آنجایی که دانه‌های قهوه طعم‌های گویایی را از منطقه ای که در آن رشد کرده‌است در خود نشان می‌دهند، ممکن است کاپینگ سعی در شناسایی منشأ قهوه داشته باشد.

## نحوه کاپینگ قهوه
برای کاپینگ یک فنجان قهوه از هر نژاد قهوه را آماده کنید و طعم‌های آنها را بچشید یا اینکه می‌توانید از هر گونه چندین فنجان را آماده کرده و تست کنید. شما می‌توانید از قهوه آسیاب شده برای کاپینگ استفاده کنید، اما اگر قهوه را خودتان و دقیقاً پیش از درست کردن قهوه آسیاب کنید، طعم بسیار تازه‌تری خواهد داد که به فرایند کاپینگ کمک می‌کند.
برای انجام کاپینگ به آسیاب، ترازو دیجیتالی و فنجان‌های عایق ۲۵۰ میلی لیتری نیاز دارید.
چنانچه فنجان (یا لیوان یا کاسه)های با سایز یکسان ندارید، از ترازو دیجیتال استفاده کنید تا مطمئن شوید که همه فنجان‌ها حجم آب یکسانی دارند.

## عطرها
از توصیف‌های مختلف برای یادداشت کردن رایحه قهوه استفاده می‌شود.
حیوان مانند - این توصیف کننده بو تا حدودی یادآور بوی حیوانات است. این عطر معطر مانند مشک نیست و بوی خز خیس، عرق، چرم، پوست یا ادرار را دارد. این لزوماً به عنوان یک ویژگی منفی در نظر گرفته نمی‌شود اما به‌طور کلی برای توصیف نت‌های قوی استفاده می‌شود.
Ashy - این توصیف کننده بو شبیه بو خاکستر، بوی انگشتان سیگاری‌ها یا بویی است که هنگام تمیز کردن شومینه ایجاد شده و به عنوان یک ویژگی منفی استفاده نمی‌شود. به‌طور کلی این توصیف کننده توسط چشنده‌ها برای نشان دادن درجه تفت استفاده می‌شود.
سوخته / دودی - این توصیف کننده بو و طعم همان چیزی است که در غذای سوخته یافت می‌شود. این بو با دود تولید شده هنگام سوختن چوب ارتباط دارد. این توصیف کننده اغلب برای نشان دادن درجه کبابی که معمولاً توسط چشنده‌ها در قهوه‌های بو داده تیره یا بو داده پیدا می‌شود، استفاده می‌شود.
شیمیایی / دارویی - این توصیف کننده بوی بدن یادآور مواد شیمیایی، داروها و بوی بیمارستان است. این اصطلاح برای توصیف قهوه‌هایی با رایحه‌هایی مانند عطر و طعم ریو، باقی مانده‌های شیمیایی یا قهوه‌های بسیار معطر که مقادیر زیادی مواد فرار تولید می‌کنند، استفاده می‌شود.
شکلات مانند - این توصیف کننده عطر یادآور عطر و طعم پودر کاکائو و شکلات (از جمله شکلات تلخ و شکلات شیری) است. رایحه ای است که گاهی شیرین نیز خوانده می‌شود.
کارامل - این توصیف کننده عطر یادآور بو و عطر و طعم تولید شده هنگام کارامل سازی قند بدون سوزاندن آن است. به ممتازان باید احتیاط کرد که از این ویژگی برای توصیف یک نت سوزان استفاده نکنند.
غلات / مالت / نان تست - این توصیف کننده شامل رایحه‌های مشخصی از غلات، مالت و نان تست است. این عطر شامل رایحه‌ها و عطر و طعم دانه‌های نپخته یا بو داده (شامل ذرت بو داده، جو یا گندم بو داده)، عصاره مالت و عطر و طعم نان تازه پخته شده و نان تست تازه تهیه شده‌است. این توصیف کننده یک مخرج مشترک دارد، رایحه ای از نوع دانه. رایحه‌های موجود در این توصیفگر با هم دسته‌بندی شده‌اند زیرا طعم دهنده‌ها هنگام ارزیابی استانداردهای هر یک از این اصطلاحات را به جای یکدیگر استفاده می‌کنند.
خاکی - بوی مشخص خاک مرطوب یا هوموس. گاهی با کپک و یادآور عطر و طعم سیب زمینی خام، یک عطر رایج در قهوه‌های آسیا همراه است.
گل - این توصیف کننده عطر شبیه عطر گل است. این عطر با بوی خفیف انواع مختلف گلها از جمله حنجره، یاسمن، قاصدک و گزنه همراه است. این ماده عمدتاً زمانی یافت می‌شود که رایحه شدید میوه ای یا سبز درک شود اما به ندرت به خودی خود از شدت بالایی برخوردار است.
میوه ای / سیتروسی - این عطر یادآور بو و طعم میوه است. رایحه طبیعی توت با این ویژگی ارتباط زیادی دارد. درک اسیدیته بالا در برخی از قهوه‌ها با ویژگی مرکبات ارتباط دارد. به طعم دهنده‌ها باید احتیاط کرد که از این ویژگی برای توصیف عطر میوه نارس یا نارس استفاده نکنند.
علفی / سبز / گیاهی - این توصیف کننده عطر شامل سه اصطلاح است که با بویی یادآور چمن تازه کاشته شده، علف‌های سبز تازه یا گیاهان، شاخ و برگ سبز، لوبیای سبز یا میوه نارس همراه است.
آجیل - این عطر یادآور بو و عطر و طعم مغزهای تازه (متمایز از مغزهای خشک) و نه بادام تلخ است.
Rancid / Rotten - این توصیف کننده عطر شامل دو اصطلاح است که با بوهای یادآور پوسیدگی و اکسیداسیون چندین محصول همراه است. Rancid به عنوان شاخص اصلی اکسیداسیون چربی، عمدتاً به آجیل‌های خشک اشاره دارد و از پوسیده به عنوان شاخص سبزیجات خراب یا محصولات غیر روغنی استفاده می‌شود. به طعم دهنده‌ها باید احتیاط کرد که این توصیف کننده‌ها را در قهوه‌هایی که دارای نت‌های قوی هستند اما هیچ نشانه ای از خرابی ندارند استفاده نکنند.
لاستیکی مانند - این توصیف کننده بو مشخصه بوی لاستیک گرم، نوارهای لاستیکی و درپوش‌های لاستیکی است. این یک ویژگی منفی محسوب نمی‌شود اما دارای یک نت قوی است که در برخی از قهوه‌ها بسیار قابل تشخیص است.
تند - این توصیف کننده عطر بوی ادویه‌های شیرین مانند میخک، دارچین و فلفل دلمه‌ای است. به آزمایش کنندگان هشدار داده می‌شود که از این اصطلاح برای توصیف عطر ادویه‌های شور مانند فلفل، پونه کوهی و ادویه جات هندی استفاده نکنند.
تنباکو - این توصیف کننده عطر یادآور بو و طعم توتون است اما نباید از آن برای توتون و تنباکو سوخته استفاده شود.
Winey - این اصطلاحات برای توصیف حس بویایی، چشایی و احساس دهان در هنگام نوشیدن شراب استفاده می‌شود. به‌طور کلی وقتی یک نت اسیدی یا میوه ای قوی پیدا می‌شود، درک می‌شود. به طعم دهنده‌ها باید احتیاط کرد که این اصطلاح را برای طعم ترش یا تخمیر به کار نبرند.
وودی - این توصیف کننده عطر یادآور بوی چوب خشک، بشکه بلوط، چوب مرده یا کاغذ مقوایی است.